# Un secret de famille
Un secret de famille (titre original : The Hidden Family) est un roman de science-fiction de l'écrivain britannique Charles Stross.  Paru en 2005, il est le deuxième roman de la série Les Princes-marchands et a été publié en France en 2006.